# RuPaul's Secret Celebrity Drag Race
RuPaul's Secret Celebrity Drag Race es un concurso de televisión de telerrealidad estadounidense, un spin off de RuPaul's Drag Race. Cada episodio presenta a tres celebridades que se someten a una transformación drag mientras son asesorados por exalumnos de Drag Race (similar a RuPaul's Drag U). Se estrenó el 24 de abril de 2020.
En agosto de 2021, VH1 renovó el programa para una segunda temporada.